# آلسان توره
آلسان توره (انگلیسی: Alassane Touré؛ زادهٔ ۹ فوریهٔ ۱۹۸۹) بازیکن فوتبال اهل فرانسه است.
از باشگاه‌هایی که در آن بازی کرده‌است می‌توان به باشگاه فوتبال لانس، باشگاه فوتبال آسترا جورجو، و باشگاه فوتبال تولوز اشاره کرد.